# El Rosal
El Rosalés un municipi i ciutat de Colòmbia en la província de Sabana Occident, part del departament de Cundinamarca. Està situat en la sabana de Bogotá amb el seu centre urbà a una altitud de 2,685 metres i a una distància de 20 quilòmetres de la capital Bogotá. Forma part de l'Àrea Metropolitana de Bogotá. Limita al nord-est amb Subachoque, San Francisco al nord-oest, Madrid en el sud-est i Facatativá en el sud-oest.
L'àrea de Subachoque, del qual El Rosal era una part fins al 1903, en els temps anteriors a la conquesta espanyola, va ser habitat pels Muisques. El zipa de Bogotà va governar Subachoque. El Panche va viure al l'oest de Subachoque i quan els Conquistador va arribar, van aprofitar la situació i va entrar als territoris Muisca. Subachoque I El Rosal va ser entregat per Nicolás de Federman dins 1538.
L'agricultura Muisca consistia en patates, dacsa, coca, arracacha, patatera dolces, tubercles i chugua.
El Rosal modern va ser fundat el 28 de març de 1903 per Ana Vicenta González.